# 平岩親重
平岩 親重（ひらいわ ちかしげ）は、戦国時代の三河国の武将。徳川家康の重臣平岩親吉の父。

## 経歴
松平氏の家臣で、平岩親吉の弟正広の子孫である旗本平岩家の提出した家譜をもとにした『寛政重修諸家譜』では松平長親、信忠、清康の3代に仕え、平岩康長ら親吉の他の弟妹の子孫である尾張徳川家家臣諸家の家譜をもとにした尾張藩編纂の『士林泝洄』では松平清康、広忠の2代に出仕したとする。
嫡男の親吉が松平広忠の嫡男である家康と同じ天文11年（1542年）生まれでありながら、親重自身が家康に出仕していない理由は、『士林泝洄』によれば、京都から三河にやってきたある武士と岡崎城で談話をしていた際に、その者が東国の武将を貶す無礼な発言をしたことに憤って殺害したために、平岩家の本領である額田郡坂崎村（現在の愛知県額田郡幸田町北部）に生涯幽居したためであるという。
仕えを辞した親重は、子息たちを自身に代わって幼い時から家康に仕えさせた。その男子は『士林泝洄』では七之助（親吉）、善十郎（康重）、助六（康長）の3人、『寛政譜』では七之助と善十郎の間に五左衛門（正広）を加えた4人で、七之助と善十郎は天文18年（1549年）に家康が今川義元の下に送られて駿府に入ったときに同行している。
『寛政譜』によれば、没年は天正5年（1577年）であり、文亀・永正年間（1500年代）に隠居した松平長親に仕えていたとする記述と年代が合わない。また、子息たちは浄土真宗の門徒であったが、親重は浄土宗の岩津妙心寺（現在の円福寺（岡崎市））に葬られたとされている。